# Joey Munoz
Joey Munoz (født d. 20. januar 1979) er en amerikansk fribryder, bedst kendt som Kid Kaos og senere Kaos i XPW og Wrestling Society X. 

## Biografi
Joey Munoz er trænet af sin onkel Supreme. I XPW var han den længst regerende XPW TV Champion nogensinde, da han havde titlen i 18 måneder. Han begyndte som Kid Kaos i XPW og blev medlem af The Enterprise. Han mente dog senere at han var blevet mere erfaren og alvorlig, og blev så til Kaos. Han fejdede i lang tid med bl.a. Chris Hamrick.